# Hymenophyllum elasticum
Hymenophyllum elasticum là một loài dương xỉ trong họ Hymenophyllaceae. Loài này được Bory, Willd. mô tả khoa học đầu tiên năm 1810.
Danh pháp khoa học của loài này chưa được làm sáng tỏ. 